# کوه کامن
کوه کامن (انگلیسی: Mount Kamen) یک کوه در سرزمین کراسنویارسک کشور روسیه است.